# Wettolsheim
Wettolsheim ist eine französische Gemeinde mit 1771 Einwohnern (Stand 1. Januar 2022) im Département Haut-Rhin in der Region Grand Est (bis 2015 Elsass). Sie gehört zum Arrondissement Colmar-Ribeauvillé und zum Kanton Wintzenheim.

## Geografie
Die Gemeinde Wettolsheim liegt am östlichen Rand der Vogesen, nur fünf Kilometer südwestlich des Stadtzentrums von Colmar. Das Gemeindegebiet reicht vom Ufer der Lauch im Osten über ausgedehnte Rebhänge bis zu den bewaldeten Höhen der Vogesen im Westen und ist Teil des Regionalen Naturparks Ballons des Vosges.
Nachbargemeinden von Wettolsheim sind Wintzenheim im Nordwesten und Norden, Colmar im Nordosten, Sainte-Croix-en-Plaine im Südosten sowie Eguisheim im Süden.

## Bevölkerungsentwicklung
| Jahr      | 1962 | 1968 | 1975 | 1982 | 1990 | 1999 | 2006 | 2014 |
| --------- | ---- | ---- | ---- | ---- | ---- | ---- | ---- | ---- |
| Einwohner | 1296 | 1301 | 1558 | 1554 | 1616 | 1692 | 1705 | 1694 |

## Sehenswürdigkeiten
- Grotte de Lourdes grandeur réelle: Erzbischof François-Xavier Schoepfer (1843–1927), Bischof von Tarbes und Lourdes von 1899 bis 1927, ließ im Jahre 1912 an der Stelle seines Geburtshauses, das am 10. August 1911 durch einen Brand zerstört wurde, eine Kopie der Grotte Massabielle in Lourdes erbauen, die in ihrer Form und ihren Dimensionen dem Original entspricht. Die Statue der Jungfrau selbst steht auf einem Stein jener Stelle aus der Grotte Massabielle, wo im Jahre 1858 der heiligen Bernadette Soubirous die Unbefleckte Empfängnis erschien. Die Grotte befindet sich im Zentrum des Dorfes und bildet auch heute noch den Rahmen für viele religiöse Zeremonien.

- Châtelet des Hagueneck: Die Burg Hageneck wurde Ende des elften Jahrhunderts auf einem Felsvorsprung in 420 m Höhe in einer Talmulde oberhalb des Dorfes Wettolsheim erbaut. Sie ist Eigentum der Gemeinde, die sie im Jahr 1912 für 42.000 Goldmark erworben hat. Der Donjon der Burg ist für Wanderer zugänglich.

- Archäologische Stätte Koenigsbreite: Ab Ende der 1980er Jahre plante Ricoh Industrie France, sich in Wettolsheim auf der Koenigsbreite niederzulassen, einem Ort, der seit langem für archäologische Funde bei der Feldarbeit oder einigen Ausgrabungen durch Pfarrer Sig und Abt Glory bekannt war. Die gefundenen Objekte stammen aus Zeiten, die mehr als fünf Jahrtausende zurückliegen: von der alten Jungsteinzeit (um 5300 v. Chr.) bis in die Römerzeit.

|  |  |